# Salt (Nilla Nielsen)
Salt är den andra singelskivan från albumet Higher Ground av Nilla Nielsen, utgivenden 16 mars  2010. 
Nilla Nielsen är en singer/songwriter, som inspirerats av t.ex. U2, Jimi Hendrix, Alanis Morissette, Bob Dylan och Tracy Chapman.

## Låtlista
1. Salt - (Nilla Nielsen)

## Band
- Nilla Nielsen - Sång, gitarr, slagverk, klaviatur, dragspel & programmering

## Musikvideo
Salt finns även som "musikvideo"

## Fotnoter
1. ↑  ”Artikel om Salt” Arkiverad 8 maj 2014 hämtat från the Wayback Machine., Some things are classic, some things are just old, 4/6 2011